# Collegio di West Waterford
Il collegio di West Waterford è stata una circoscrizione elettorale del Parlamento britannico in Irlanda che, tra il 1885 e il 1922, ha eletto un parlamentare. Prima delle elezioni generali nel Regno Unito del 1885 l'area faceva parte di collegio della Contea di Waterford. Dal 1918 il collegio è stato soppresso e unito nel collegio di Waterford.

## Confini
Questa circoscrizione elettorale comprendeva la parte occidentale della contea di Waterford. Includeva le baronie di Coshmore and Coshbride, Decies within Drum e quella parte della baronia di Decies-without-Drum non inclusa nel collegio di East Waterford.

### Membri del Parlamento
| Elezione                                                | Eletto              | Partito                        | Note                                                            |
| ------------------------------------------------------- | ------------------- | ------------------------------ | --------------------------------------------------------------- |
| Elezioni generali nel Regno Unito del 1885              | Jasper Douglas Pyne | Partito Parlamentare Irlandese |                                                                 |
| Elezioni generali nel Regno Unito del 1886              | Jasper Douglas Pyne | Partito Parlamentare Irlandese |                                                                 |
| Elezioni generali nel Regno Unito del 1890 (suppletive) | Alfred Webb         | Partito Parlamentare Irlandese |                                                                 |
| Elezioni generali nel Regno Unito del 1892              | Alfred Webb         | Irish National Federation      |                                                                 |
| Elezioni generali nel Regno Unito del 1895              | Alfred Webb         | Irish National Federation      |                                                                 |
| Elezioni generali nel Regno Unito del 1895 (suppletive) | James John O'Shee   | Irish National Federation      |                                                                 |
| Elezioni generali nel Regno Unito del 1900              | James John O'Shee   | Partito Parlamentare Irlandese |                                                                 |
| Elezioni generali nel Regno Unito del 1906              | James John O'Shee   | Partito Parlamentare Irlandese |                                                                 |
| Elezioni generali nel Regno Unito del gennaio 1910      | James John O'Shee   | Partito Parlamentare Irlandese |                                                                 |
| Elezioni generali nel Regno Unito del dicembre 1910     | James John O'Shee   | Partito Parlamentare Irlandese |                                                                 |
| Elezioni generali nel Regno Unito del 1918              | James John O'Shee   | Partito Parlamentare Irlandese | Fuso al collegio di East Waterford formando il County Waterford |